# Ilisia
Pour les articles homonymes, voir Ilisia (homonymie).
Trichosticha, Acyphona
Genre
Espèces de rang inférieur
- Erioptera maculata Meigen 1804 espèce-type
- voir paragraphe #Espèces

Synonymes
- Trichosticha Schiner, 1863
- Acyphona Osten Sacken, 1869

Ilisia est un genre de mouche grue de la famille des Limoniidae.

## Espèces
- I. armillaris (Osten Sacken, 1869)
- I. asymmetrica (Alexander, 1913)
- I. graphica (Osten Sacken, 1860)
- I. incongruens (Alexander, 1913)
- I. indianensis (Alexander, 1922)
- I. inermis Mendl, 1979
- I. maculata (Meigen, 1804) espèce-type
- I. occoecata Edwards, 1936
- I. parchomenkoi Savchenko, 1974
- I. tenuisentis (Alexander, 1930)
- I. venusta (Osten Sacken, 1860)

### Espèces fossiles
- †Ilisia gracilis Nicolas Théobald 1937[1]